# 高之宮站
高之宮站（日语：／ Takanomiya eki */?）是位於島根縣松江市大垣町，一畑電車北松江線的車站。車站編號為16。

## 歷史
- 1928年（昭和3年）4月5日 - 車站啟用。
- 1979年（昭和54年）12月20日 - 成為無人車站[1]。
- 2006年（平成18年）4月1日 - 一畑電氣鐵道把鐵路業務分拆成為獨立的全資子公司一畑電車，此站由一畑電車繼承。

## 車站構造
車站是一座地面車站，設有1面1線的單式月台。前往松江方向的列車會開啟左邊車門。此站是無人車站。

## 車站周邊
車站附近設有農田和數間民居，也設有國道431號和宍道湖。

## 使用狀況
根據「島根縣統計書」，以下為近年一日平均乘車人次列表。
| 年度   | 1日平均 乘車人次 | 1日平均 上下車人次 |
| ------ | ---------------- | ------------------ |
| 1999年 | 30               | 59                 |
| 2000年 | 31               | 67                 |
| 2001年 | 33               | 69                 |
| 2002年 | 23               | 50                 |
| 2003年 | 38               | 79                 |
| 2004年 | 26               | 52                 |
| 2005年 | 35               | 69                 |
| 2006年 | 27               | 59                 |
| 2007年 | 36               | 61                 |
| 2008年 | 28               | 51                 |
| 2009年 | 20               | 42                 |
| 2010年 | 20               | 42                 |
| 2011年 | 20               | 39                 |
| 2012年 | 16               | 34                 |
| 2013年 | 22               | 41                 |
| 2014年 | 13               | 31                 |
| 2015年 | 12               | 29                 |
| 2016年 | 16               | 33                 |
| 2017年 | 13               | 27                 |
| 2018年 | 10               | 23                 |

## 相鄰車站
一畑電車
北松江線
■特急「Super Liner」、■急行「出雲大社號」、■急行
通過
■普通
津之森（15）－高之宮（16）－松江花鳥園（17）

## 注腳
1. ↑  寺田裕一《日本のローカル私鉄2000》，Neko出版，2000年，270頁。ISBN 4-87366-207-9
2. ↑  島根縣統計書

## 外部連結
- 16.高之宮 | 停車站資訊 （页面存档备份，存于）（日語） - 一畑電車